# タイラ
タイラ（Eira barbara）は、イタチ科タイラ属に分類される食肉類。本種のみでタイラ属を構成する。

## 分布
アルゼンチン、エクアドル、エルサルバドル、ガイアナ、グアテマラ、コスタリカ、コロンビア、スリナム、トリニダード・トバゴ、パナマ、ブラジル、ベネズエラ、ベリーズ、ペルー、ボリビア、ホンジュラス、メキシコ

## 形態
体長60-115cm。尾長35-45cm。体重4-6kg。雌雄で大きさは変わらない。頭部は幅広く、頸部は長い。胴体は黒や濃褐色、頭部は黒や灰色、褐色の短い体毛で被われる。喉から胸部にかけて黄色や白の斑紋が入る。
耳介は小型で丸みを帯びる。四肢は長い。

## 生態
森林に生息する。ペアもしくは数頭からなる小規模な群れを形成して生活する。主に昼行性（夜間に活動することもある）で、樹洞や岩の隙間などで休む。
食性は雑食で、果実、鳥類、小型哺乳類などを食べる。
繁殖形態は胎生。妊娠期間は63-67日。1回に平均3頭の幼獣を産む。

## 人間との関係
生息地ではバナナを食害する害獣とみなされることもある。

## 画像

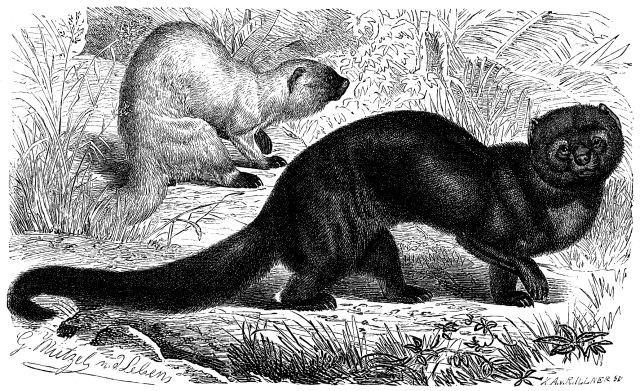
イラスト